# Szymon Kuczyński
Szymon Kuczyński (ur. 15 października 1980 w Sulechowie) – polski żeglarz, instruktor i popularyzator żeglarstwa. Z wykształcenia technik obsługi portów. Pomysłodawca i główny organizator projektu Zew Oceanu, w ramach którego realizuje wyprawy żeglarskie małymi jachtami.   

## Zrealizowane wyprawy
"Łupinką przez Atlantyk" - najmniejszym polskim jachtem przez Atlantyk. Na samodzielnie zbudowanym, 5-metrowym jachcie typu Setka ("Lilla My") samotnie przepłynął Ocean Atlantycki (na trasie Sagres - Teneryfa - Martynika), biorąc udział w pierwszej edycji regat "Setką przez Atlantyk" (I etap: 19.11.2012 - 01.12.2012, II etap: 12.12.2012 - 13.01.2013). W drodze powrotnej do Europy żeglował wraz z Dobrochną Nowak. Za realizację tego rejsu Szymon Kuczyński uzyskał tytuł Żeglarza Roku 2013, Żeglarza Roku 2013 Magazynu Wiatr oraz wyróżnienie Kolosów w kategorii "Żeglarstwo".
Samotny rejs dookoła świata na najmniejszej polskiej jednostce - "Maxus Solo Around". Żeglował na jachcie Maxus 22 "Atlantic Puffin" (POL 14085) o długości 6,36 m. Rejs rozpoczął się 24 listopada 2014 r. w Las Palmas na Wyspach Kanaryjskich. Kuczyński żeglował trasą pasatową przez Atlantyk, Kanał Panamski, Ocean Spokojny, Cieśninę Torresa, Ocean Indyjski i dookoła Przylądka Dobrej Nadziei. W 16 miesięcy pokonał 28 597 mil morskich. Rejs zakończył 4 marca 2016 r. wpływając do portu jachtowego w Las Palmas. Za realizację tego rejsu utrzymał nagrodę Rejs Roku – Srebrny Sekstant, tytuł Żeglarza Roku 2016 Magazynu Wiatr, KOLOSA w kategorii Żeglarstwo oraz nagrodę im. Wyszaka za Rejs Roku.
W 2017/18 na tym samym jachcie wykonał rejs solo non-stop dookoła świata na wschód z Plymouth do Plymouth w Wielkiej Brytanii, tradycyjną trasą wokół 3 przylądków w czasie 270 dni, 10 godzin i 39 minut. Był to pierwszy w historii taki rejs na tak małym jachcie. Za realizację tego wyczynu otrzymał polską nagrodę Rejs Roku – Srebrny Sekstant 2018 oraz nagrodę niemieckiego Stowarzyszenia dla Popierania Żeglarstwa Oceanicznego Trans Ocean - Trans-Ocean-Preis 2018.

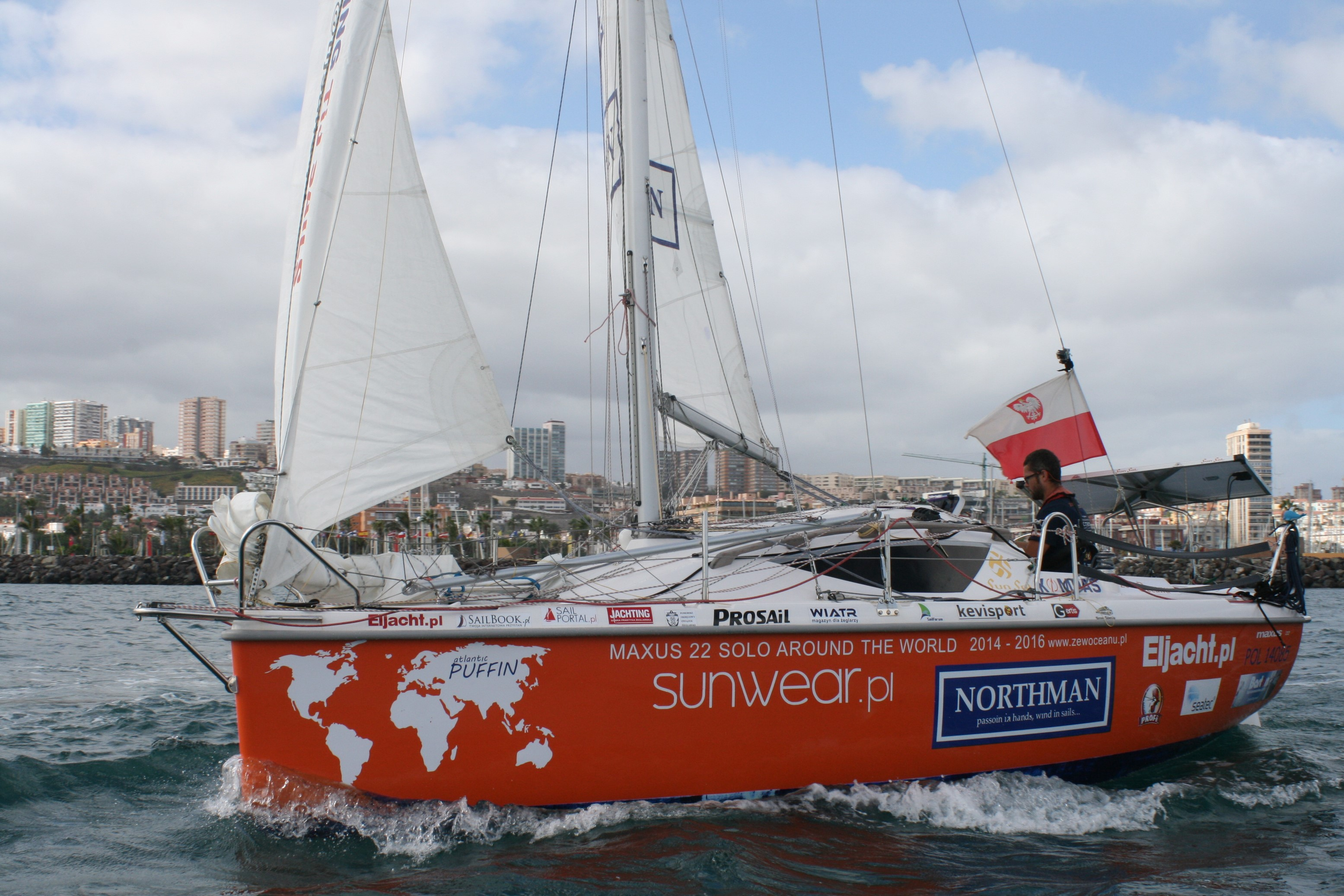
Rozpoczęcie rejsu Maxus Solo Around